# Cristina Barcellini
Cristina Barcellini (ur. 20 listopada 1986 w Novarze) – włoska siatkarka, reprezentantka kraju, grająca na pozycji przyjmującej. 

## Sukcesy klubowe
Mistrzostwo Włoch:
- 2017
- 2004, 2009, 2013

Puchar CEV:
- 2009

## Sukcesy reprezentacyjne
Volley Masters Montreux:
- 2009

Letnia Uniwersjada:
- 2009

Puchar Piemontu:
- 2010

Puchar Wielkich Mistrzyń:
- 2009

Grand Prix:
- 2010

Puchar Świata:
- 2011

Igrzyska Śródziemnomorskie:
- 2013

## Nagrody indywidualne
- 2009: MVP Pucharu CEV